# William H. Gest
William Harrison Gest (* 7. Januar 1838 in Jacksonville, Illinois; † 9. August 1912 in Rock Island, Illinois) war ein US-amerikanischer Politiker. Zwischen 1887 und 1891 vertrat er den Bundesstaat Illinois im US-Repräsentantenhaus.

## Leben
Im Jahr 1842 zog William Gest mit seinen Eltern nach Rock Island. Er studierte später am Williams College in Williamstown (Massachusetts), das er im Jahr 1860 absolvierte. Nach einem anschließenden Jurastudium und seiner 1862 erfolgten Zulassung als Rechtsanwalt begann er in Rock Island in diesem Beruf zu arbeiten. Politisch schloss er sich der Republikanischen Partei an.
Bei den Kongresswahlen des Jahres 1886 wurde Gest im elften Wahlbezirk von Illinois in das US-Repräsentantenhaus in Washington, D.C. gewählt, wo er am 4. März 1887 die Nachfolge von William H. Neece antrat. Nach einer Wiederwahl konnte er bis zum 3. März 1891 zwei Legislaturperioden im Kongress absolvieren. Im Jahr 1890 wurde er nicht wiedergewählt. Von 1897 bis zu seinem Tod am 9. August 1912 war Gest Richter im 14. Gerichtsbezirk von Illinois.